# Party Monster (Lied)
Party Monster ist ein Lied des kanadischen R&B-Musikers The Weeknd, in Kooperation mit der US-amerikanischen Popsängerin Lana Del Rey. Das Stück ist die dritte Singleauskopplung aus seinem dritten Studioalbum Starboy.

## Entstehung und Artwork
Geschrieben wurde das Lied gemeinsam von Ahmad Balshe (Belly), Lana Del Rey, Benjamin Diehl, Martin McKinney und Abel Tesfaye (The Weeknd). Letzterer produzierte auch die Single in Zusammenarbeit mit Ben Billions und Doc McKinney. Das Mastering tätigten Tom Coyne und Aya Merrill von Sterling Sound in New York City (New York, USA). Die Abmischung erfolgte unter der Leitung von Manny Marroquins im Larabee Studio in North Hollywood (Los Angeles, Kalifornien, USA). Arrangiert wurde das Stück durch Billions, McKinney und Josh Smith. Das finale Arrangement erfolgte durch Chris Galland und seinen Assistenten Robin Florent und Jeff Jackson. Die Aufnahmen erfolgten in den Conway Recording Studios in Los Angeles. Die Single wurde unter den Musiklabels Republic Records und XO veröffentlicht und durch Benjamin Diehl Publishing, Mykai Music, Sal&Co, Songs Music Publishing, Sony/ATV Music Publishing und Warner Music Group vertrieben.
Auf dem Cover der Maxi-Single ist – neben Künstlernamen und Liedtitel – The Weeknds Oberkörper zu sehen. Das Bild ist sehr dunkel in blautönen, die Aufschrift in einem neonrot, gehalten. The Weeknd befindet sich auf dem Bild in einer knienden oder sitzenden Position mit der rechten Hand vor dem Gesicht.

## Veröffentlichung und Promotion
Die Erstveröffentlichung von Party Monster erfolgte am 18. November 2016 als Promo-Single. Die Veröffentlichung als offizielle Single erfolgte rund drei Wochen später am 6. Dezember 2016 als Einzeldownload.

## Hintergrund
Bei Party Monster handelt es sich bereits um die dritte Zusammenarbeit zwischen Del Rey und The Weeknd binnen zwei Jahren. Erstmals arbeiteten die beiden 2015 für Weekends zweites Studioalbum Beauty Behind the Madness zusammen. Dabei entstand das Lied Prisoner das aufgrund hoher Downloadzahlen die Charts im Vereinigten Königreich und den Vereinigten Staaten erreichte. Im Folgejahr arbeiteten die beiden erneut für Weeknds drittes Studioalbum Starboy zusammen. Daraus ging neben Stargirl Interlude auch Party Monster hervor. Das Lied Stargirl Interlude wurde nicht als Single veröffentlicht, schaffte es aber ebenfalls durch hohe Downloadzahlen in die britischen- und US-amerikanischen Singlecharts.

## Inhalt
Der Liedtext zu Party Monster ist in englischer Sprache verfasst. Die Musik und der Text wurden gemeinsam von Ahmad Balshe, Benjamin Diehl, Lana Del Rey, Martin McKinney und Abel Tesfaye (The Weeknd) verfasst. Musikalisch bewegt sich das Lied im Bereich des Contemporary R&B und der Popmusik. Das Stück wurde in es-Moll geschrieben und folgt der Akkordprogression E♭m–D♭–C♭–D♭. Das Tempo beträgt 77 Beats per minute. Der musikalische Aufbau des Liedes sieht wie folgt aus: Refrain – 1. Strophe – Hook – Refrain – 2. Strophe – Hook – Bridge – Interlude – Outro. Der Hauptgesang des Liedes stammt von The Weeknd, Del Rey ist im Hintergrund ab dem Interlude zu hören. Im Lied selbst geht es um Bettgeschichten und Drogenkonsum.
| “I’m good, I’m good, I’m great. Know it’s been a while, now I’m mixing up the drank. I just need a girl who gon’ really understand. I’m good, I’m good, I’m great. Know it’s been a while, now I’m mixing up the drank. I just need a girl who gon’ really understand. I just need a girl who gon’ really understand.” – Refrain, Originalauszug | „Ich bin gut, ich bin gut, ich bin großartig. Ich weiß es ist einige Zeit her, jetzt mische ich das Getränk. Ich brauche einfach ein Mädel, die es wirklich verstehen kann. Ich bin gut, ich bin gut, ich bin großartig. Ich weiß es ist einige Zeit her, jetzt mische ich das Getränk. Ich brauche einfach ein Mädel, die es wirklich verstehen kann. Ich brauche einfach ein Mädel, die es wirklich verstehen kann.“ – Refrain, Übersetzung |

## Musikvideo
Das Musikvideo zu Party Monster feierte am 12. Januar 2017 auf YouTube seine Premiere. Farblich ist das Video überwiegend in Neonfarben dargestellt. Das Video beginnt mit The Weeknd, der zunächst mit einem Auto durch eine Wüstenlandschaft fährt und auf dem Weg zu einer Party ist. Vor dem Gebäude angekommen sichtet er eine Frau (gespielt von dem schwedischen Model Zoe Mantzakanis), welcher er folgt. Als er direkt hinter ihr ist und sie mit der Hand berühren möchte, dreht sie sich um und starrt The Weeknd an während dieser in eine Art rausch verfällt. Es folgen Szenen einer Verfolgungsfahrt sowie weitere Träumereien von ihr. Das Video endet mit The Weeknd der beobachtet wie ein Auto in eine Schlucht rast. Zwischendurch sind immer wieder Szenen von feiernden, tanzenden, leichtbekleideten Frauen zu sehen. Wie schon im vorangegangenen Musikvideo zu Starboy findet sich hier etliche Male das Symbol des Kreuzes wieder. Die Gesamtlänge des Videos beträgt 4:17 Minuten. Regie führte BRTHR, produziert wurde das Video von Sara Greco & Jamee Ranta. Bis August 2025 zählte das Musikvideo über 178 Millionen Aufrufe bei YouTube.

## Mitwirkende
| Liedproduktion - Ahmad Balshe: Komponist, Liedtexter - Ben Billions: Arrangement, Musikproduzent - Tom Coyne: Mastering - Lana Del Rey: Hintergrundgesang, Komponist, Liedtexter - Benjamin Diehl: Komponist, Liedtexter - Robin Florent: Arrangement - Chris Galland: Arrangement - Jeff Jackson: Arrangement - Manny Marroquin: Abmischung - Martin McKinney: Komponist, Liedtexter - Aya Merrill: Mastering - Doc McKinney: Arrangement, Musikproduzent - Josh Smith: Arrangement - Abel Tesfaye (The Weeknd): Gesang, Komponist, Liedtexter, Musikproduzent | Musikvideo - BRTHR: Regisseur - Sara Greco: Filmproduzent - Zoe Mantzakanis: Schauspieler - Jamee Ranta: Filmproduzent Unternehmen - Benjamin Diehl Publishing: Vertrieb - Conway Recording Studios: Tonstudio - Larabee Studios: Tonstudio - Mykai Music: Vertrieb - Republic Records: Musiklabel - Sal&Co: Vertrieb - Songs Music Publishing: Vertrieb - Sony/ATV Music Publishing: Vertrieb - Sterling Sound: Tonstudio - Warner Music Group: Vertrieb - XO: Musiklabel |

## Rezensionen
Johannes Jimeno vom deutschsprachigen Online-Magazin laut.de bewertete das dazugehörige Album mit 4/5 Sternen und lobt das visuelle und musikalische Ästhetik Hand in Hand gehen und sich ergänzen würden. Meist dunkle Beatstrukturen, unüberhörbarer 80er Einfluss, Balladen und Weeknds wunderbare Stimme würden ein konsistentes Gerüst bilden. Party Monster zeige das sogleich, wenn bedrohliche Synthies seine Zeilen über Bettgeschichten und Drogen unterfüttern. Gegen Ende hauche Lana Del Rey mehrmals „Paranoid“ ins Mikrophon, der Beat wird schwerer und verzerrter.
Nina Francesca Nagele vom deutschen Hip-Hop-Magazin Juice beschrieb Party Monster im Vergleich zum Rest des Albums Starboy als eigenständiges Stück abseits der „Zeitgeist-Welle“. Sie vermutet, dass das an der Koautorin Lana Del Rey liege. Mit einem soften, genauso unheimlichen Beat wirke das Lied wie eine Hommage an Weeknds dunkle R&B-Anfänge, als Ketaminkonsum noch das Soundbild prägte.

## Kommerzieller Erfolg

### Chartplatzierungen
Party Monster erreichte in Deutschland Rang 34 der Singlecharts und konnte sich vier Wochen in den Top 100 platzieren. In Österreich erreichte die Single in zwei Chartwochen mit Rang 40 seine beste Chartnotierung und in der Schweiz in fünf Chartwochen mit Rang 21. Im Vereinigten Königreich erreichte Party Monster Rang 17 und platzierte sich neun Wochen in den Charts. In den US-amerikanischen Billboard Hot 100 platzierte sich Party Monster 19 Wochen in den charts und verzeichnete mit Rang 16 seine höchste Notierung. In seiner Heimat erreichte die Single Rang 14 und platzierte sich eine Woche in den Charts.
Für The Weeknd als Interpret ist Lust for Life der 39. Charterfolg in den Vereinigten Staaten sowie sein 35. Charterfolg im Vereinigten Königreich, der 14. in seiner Heimat Kanada, der elfte in der Schweiz, der neunte in Deutschland und der achte Charterfolg in Österreich. Del Rey erreichte als Interpretin mit Lust for Life zum 15. Mal die britischen Singlecharts, in der Schweiz ist es ihr 13. Charthit, der elfte in Österreich, der zehnte in Deutschland und der neunte in den Vereinigten Staaten. In ihrer Autorentätigkeit ist es ihr 14. Charterfolg im Vereinigten Königreich sowie der zwölfte in der Schweiz, der elfte in Österreich, der zehnte in Deutschland und der neunte in den Vereinigten Staaten.
| ChartsChartplatzierungen       | Höchstplatzierung | Wochen |
| ------------------------------ | ----------------- | ------ |
| Deutschland (GfK)              | 34 (4 Wo.)        | 4      |
| Kanada (MC)                    | 14 (1 Wo.)        | 1      |
| Österreich (Ö3)                | 40 (2 Wo.)        | 2      |
| Schweiz (IFPI)                 | 21 (5 Wo.)        | 5      |
| Vereinigte Staaten (Billboard) | 16 (19 Wo.)       | 19     |
| Vereinigtes Königreich (OCC)   | 17 (9 Wo.)        | 9      |

### Auszeichnungen für Musikverkäufe
Am 5. April 2022 wurde Party Monster für drei Millionen verkaufte Einheiten mit einer dreifachen Platin-Schallplatte in den Vereinigten Staaten ausgezeichnet. Insgesamt wurde die Single vier Mal mit Gold und 16 Mal mit Platin für über 4,5 Millionen Verkäufe ausgezeichnet.

| Land/Region                  | Auszeichnungen für Musikverkäufe (Land/Region, Auszeichnung, Verkäufe) | Verkäufe  |
| ---------------------------- | ---------------------------------------------------------------------- | --------- |
| Australien (ARIA)            | 2× Platin                                                              | 140.000   |
| Brasilien (PMB)              | 2× Platin                                                              | 120.000   |
| Dänemark (IFPI)              | Platin                                                                 | 90.000    |
| Frankreich (SNEP)            | Gold                                                                   | 100.000   |
| Griechenland (IFPI)          | Gold                                                                   | 10.000    |
| Italien (FIMI)               | Gold                                                                   | 50.000    |
| Kanada (MC)                  | 4× Platin                                                              | 320.000   |
| Neuseeland (RMNZ)            | Platin                                                                 | 30.000    |
| Norwegen (IFPI)              | Gold                                                                   | 20.000    |
| Polen (ZPAV)                 | Platin                                                                 | 50.000    |
| Portugal (AFP)               | Platin                                                                 | 10.000    |
| Vereinigte Staaten (RIAA)    | 3× Platin                                                              | 3.000.000 |
| Vereinigtes Königreich (BPI) | Platin                                                                 | 600.000   |
| Insgesamt                    | 4× Gold · 16× Platin ·                                                 | 4.540.000 |

Hauptartikel: The Weeknd/Auszeichnungen für Musikverkäufe

## Coverversionen
- 2018: Siamese[27]